# Vesle Galdhøpiggen
Vesle Galdhøpiggen lub Veslepiggen – szczyt w Górach Skandynawskich. Leży w Norwegii, w regionie Oppland. Należy do pasma Jotunheimen. Jest to szósty co do wysokości szczyt Norwegii.